# Maikel van der Vleuten
Maikel van der Vleuten (* 10. Februar 1988 in Geldrop) ist ein niederländischer Springreiter.
Im November 2017 befand er sich auf Rang fünf der Springreiter-Weltrangliste.

## Werdegang

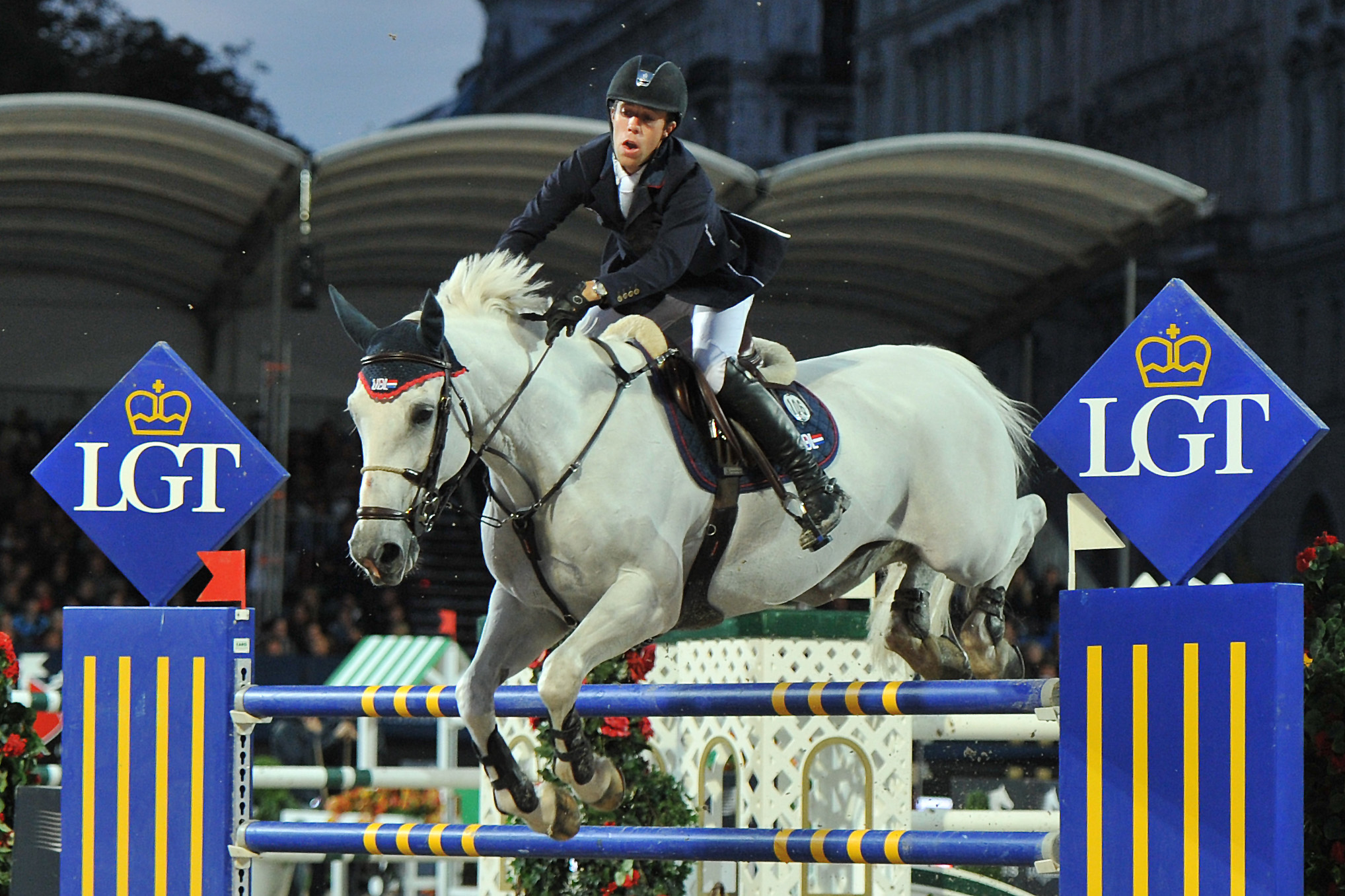
Maikel Van der Vleuten auf Sapphire B bei den Vienna Masters 2013

Maikel van der Vleuten ist der Sohn des niederländischen Springreiters Eric van der Vleuten, der die Niederlande drei Mal bei Weltreiterspielen vertrat. Bereits früh bekam Maikel van der Vleuten sein erstes Pony, spielte jedoch zunächst auch Fußball. Mit 12 Jahren konzentrierte er sich ganz auf das Reiten. Nach eigener Aussage hat er es genossen, mit seinem Vater auf Turniere zu fahren, dort anderen Reitern zuzuschauen und viel zu lernen. Auch sein jüngerer Bruder Eric van der Vleuten Junior ist als Springreiter aktiv.
Bereits im Alter von 13 Jahren gewann er mit seinem Pony Super Brat Mannschaftssilber bei den Pony-Europameisterschaften. Im Jahr 2006 wurde er als Jugendlicher Rabo Talent des Jahres, 2010 bekam er diese Auszeichnung erneut.
Von 2004 bis 2009 startete van der Vleuten bei sechs Europameisterschaften: Zwei in der Altersklasse der Junioren, vier als Junger Reiter. Bereits im Januar 2007 gelang ihm ein herausragender Erfolg, als er als 18-Jähriger den Großen Preis des Weltcupturniers von Amsterdam gewann. Diesen Erfolg wiederholte er 2016.
Im Jahr 2008 war er beim CSIO 5* Lissabon erstmals jenseits des Jugendsports Mitglied einer Nationenpreismannschaft. 2011 war er Teil der Nationenpreismannschaften von St. Gallen, Falsterbo und Rotterdam. In diesem Jahr wurde er zudem erstmals nach Ende seiner Jungen Reiter-Zeit für ein Championat, die Europameisterschaften in Madrid, nominiert. Im Winterhalbjahr 2011/2012 bestritt er seine erste Weltcupsaison, wurde im Weltcupspringen von Helsinki mit Verdi Zweiter und schloss die Westeuropaliga auf den 20. Platz ab. Als Nachrücker kam qualifizierte er sich für das Weltcupfinale 2012, wo er den siebenten Rang erreichte.
Bei den Olympischen Spielen 2012 in London gewann er mit der niederländischen Equipe die Silbermedaille, im Einzel belegte er Rang 37. Auch von 2013 bis 2015 war er jeweils bei den Welt- und Europameisterschaften am Start und gewann mit der Mannschaft zwei Goldmedaillen. Seine zweiten Olympischen Spiele bestritt er mit Verdi 2016 in Rio de Janeiro.
Das Jahr 2017 verlief sehr erfolgreich für van der Vleuten: In 5 der 15 Wertungsprüfungen der Global Champions Tour 2017 kam er auf den zweiten bzw. dritten Platz, hinter seinem Landsmann Harrie Smolders kam er auf den zweiten Platz der Global Champions Tour-Gesamtwertung. Im mit 3.000.000 Kanadischen Dollar dotierten Großen Preis der Spruce Meadows Masters wurde er mit Verdi Sechster.
Bei den Olympischen Spielen 2024 gewann van der Vleuthen mit seinem Pferd Beauville Z die Bronzemedaille im Einzelwettbewerb der Springreiter.
Seit Jahresbeginn 2018 sponsert das Textilunternehmen Massimo Dutti van der Vleuten, Marta Ortega (die Tochter des Inditex-Gründers Amancio Ortega) stellt ihm Pferde zur Verfügung.
Zusammen mit seiner Lebensgefährtin hat Maikel van der Vleuten eine Tochter, die im Dezember 2017 geboren wurde.

## Pferde

### Aktuelle Turnierpferde
- O'Bailey Vh Brouwershof N.O.P. (* 2014), dunkelbrauner BWP-Hengst, Vater: Darco, Muttervater: Pkz Contact van de Heffinck
- Isis (* 2013), braune KWPN-Stute, Vater: VDL Cardento 933, Muttervater: Lupicor
- Kentucky TMS Z (* 2016), dunkelbrauner Zangersheider Hengst, Vater: Kannan, Muttervater: Toulon
- Branttastisch HDH (* 2017), Holsteiner Fuchswallach, Vater: Brantzau, Muttervater: Carlos DZ
- Horizontal (* 2017), brauner Selle Français-Hengst, Vater: Casall Ask, Muttervater: Quick Star
- Beauville Z N.O.P. (* 2010), brauner Zangersheider Wallach, Vater: Bustique, Muttervater: Jumpy des Fontaines
- Nisther K (* 2018), KWPN-Schimmelstute, Vater: Comthago VDL, Muttervater: Twisther

### Ehemalige Turnierpferde von Maikel van der Vleuten

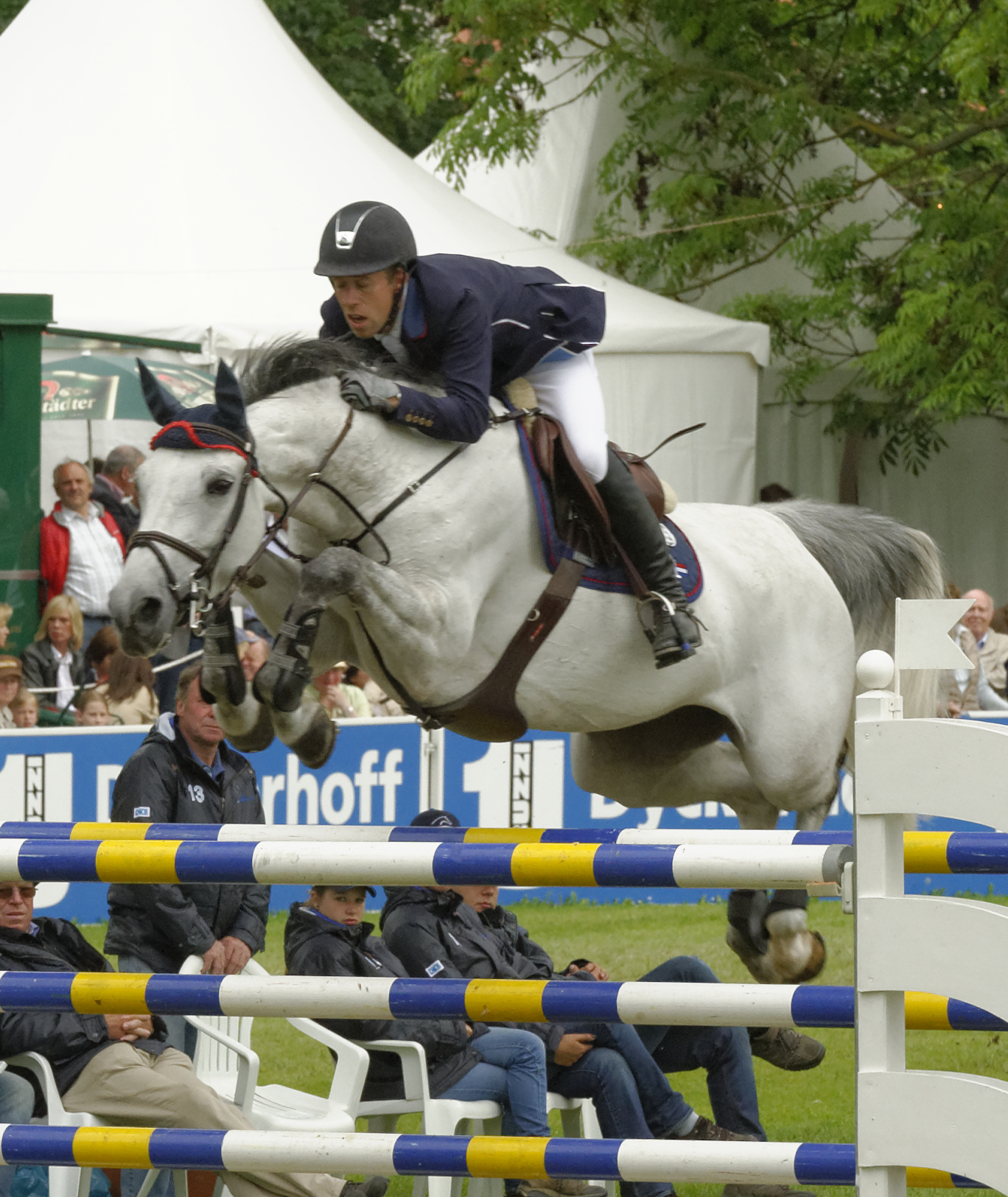
Maikel van der Vleuten auf Eureka beim Internationalen Pfingstturnier Wiesbaden 2013

- VDL Groep Dargita Z (* 1997), Zangersheider Fuchsstute, Vater: Dutch Capitol Muttervater: Concorde; zuletzt 2011 im internationalen Sport eingesetzt[9]
- VDL Groep Eureka (* 2004), BWP-Schimmelstute, Vater: Chin Chin, Muttervater: Quidam de Revel; seit 2016 als Zuchtstute eingesetzt[10][11]
- VDL Groep Naomie (* 1995), KWPN-Fuchsstute, Vater: Concorde, Muttervater: Nimmerdor, seit 2010 als Zuchtstute eingesetzt[12][13]
- VDL Groep Parmala Douche (1997–2015), KWPN-Schimmelstute, Vater: Mr. Blue, Muttervater: Voltaire; zuletzt 2010 im internationalen Sport eingesetzt[14][15]
- VDL Groep Sapphire B (* 1999), KWPN-Schimmelstute, Vater: Mister Blue, Muttervater: Grand Veneur; zuvor von Jack Ansell geritten, 2015 aus dem Sport verabschiedet[16][17]
- Vleut (* 2002), dunkelbrauner KWPN-Hengst, Vater: Quick Star, Muttervater: Cantus; ab August 2011 von Edwina Tops-Alexander geritten (Pferd trug zu dieser Zeit den Namen Guccio), ab Mai 2015 von Abdullah asch-Scharbatly geritten[18]
- VDL Groep Quatro (* 2006), brauner Selle Luxembourgeois-Wallach, Vater: Quaprice Boimargot Quincy, Muttervater: Caletto I; ab Dezember 2017 von Geir Gulliksen gerittem[19]
- Verdi TN (* 2002), brauner KWPN-Hengst, Vater: Quidam de Revel, Muttervater: Landgraf I[20], zuletzt im Dezember 2019 im internationalen Sport eingesetzt
- Arera C (* 2005), braune KWPN-Stute, Vater: Indoctro, Muttervater: Voltaire[21], zuletzt im Januar 2020 im internationalen Sport eingesetzt
- Kisby (* 2002), Sachsen-Anhaltiner Dunkelfuchs-Stute, Vater: Kaiserwind, Muttervater: Lohberg; zeitweilig auch von Sergio Álvarez Moya geritten[22], zuletzt im März 2016 im internationalen Sport eingesetzt

## Erfolge

### Championate und Weltcup
- Olympische Spiele:[23][3]

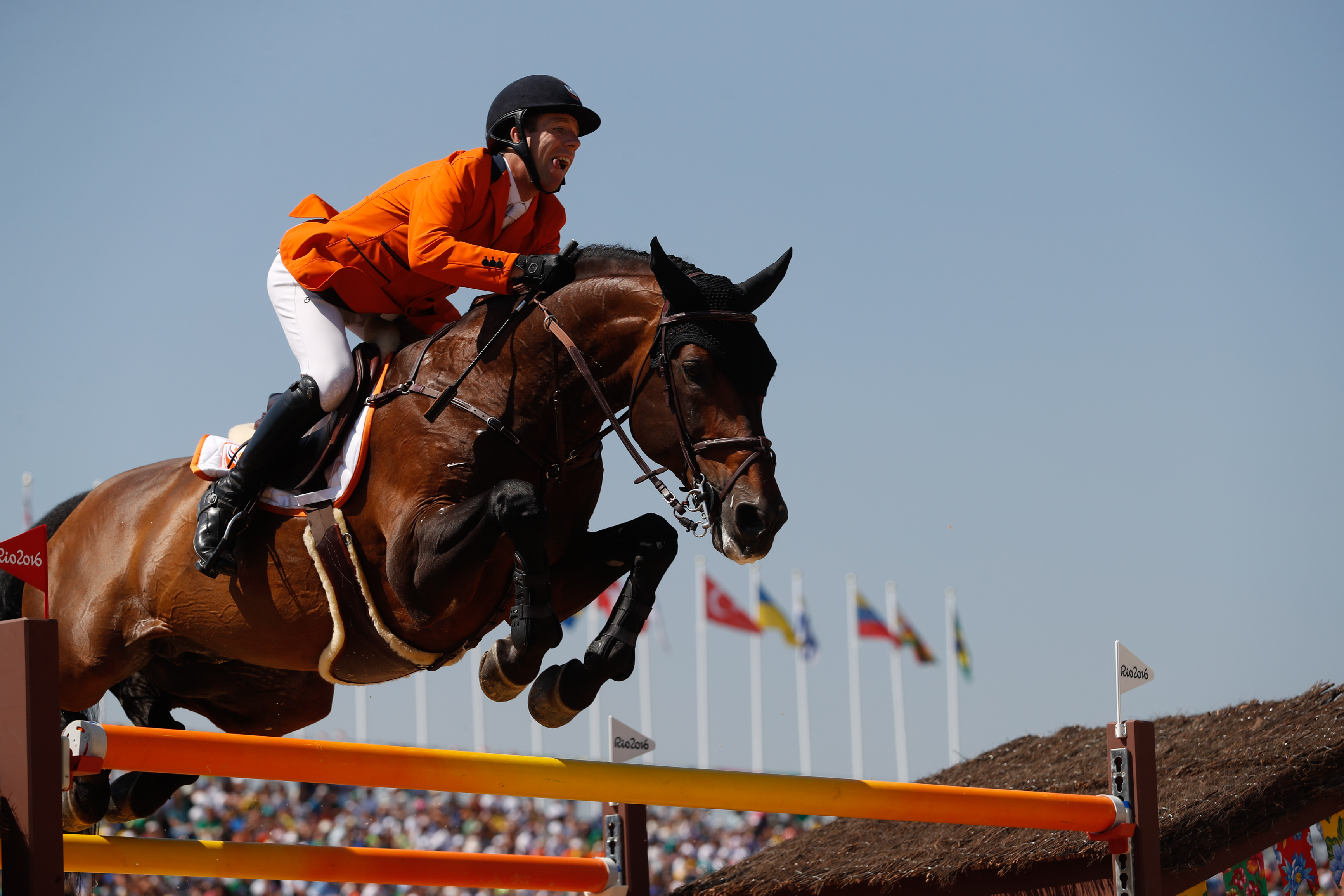
Maikel van der Vleuten mit Verdi bei den Olympischen Spielen 2016

  - 2012, London: mit Verdi 2. Platz mit der Mannschaft und 37. Platz im Einzel
  - 2016, Rio de Janeiro: mit Verdi 7. Platz mit der Mannschaft und 20. Platz im Einzel
  - 2024, Paris: mit Beauville Z 3. Platz im Einzel und 4. Platz mit der Mannschaft.

- Weltreiterspiele:
  - 2014, Caen: mit Verdi 1. Platz mit der Mannschaft und 16. Platz im Einzel

- Europameisterschaften:
  - 2001, Vejer de la Frontera: mit Audi’s Super Brat 2. Platz mit der Mannschaft (Ponyreiter)
  - 2004, Vilmoura: mit Dargita Z 3. Platz mit der Mannschaft und 11. Platz im Einzel (Junioren)
  - 2005, Schaffhausen: mit Nobel 1. Platz mit der Mannschaft und 13. Platz im Einzel (Junioren)
  - 2006, Athen: mit Naomie 6. Platz mit der Mannschaft und 5. Platz im Einzel (Junge Reiter)
  - 2007, Auvers: mit VDL Groep Parmala Douche 8. Platz mit der Mannschaft und 11. Platz im Einzel (Junge Reiter)
  - 2008, Prag: mit VDL Groep Parmala Douche 2. Platz mit der Mannschaft und 5. Platz im Einzel (Junge Reiter)
  - 2009, Hoofddorp: mit VDL Groep Sapphire B 8. Platz mit der Mannschaft und 5. Platz im Einzel (Junge Reiter)
  - 2011, Madrid: mit Verdi 4. Platz mit der Mannschaft und 34. Platz im Einzel
  - 2013, Herning: mit Verdi 6. Platz mit der Mannschaft und 21. Platz im Einzel
  - 2015, Aachen: mit Verdi 1. Platz mit der Mannschaft und 14. Platz im Einzel

- Weltcupfinale:
  - 2012, ’s-Hertogenbosch: 7. Platz mit Verdi
  - 2014, Lyon: 6. Platz mit Verdi
  - 2015, Las Vegas: 6. Platz mit Verdi
  - 2016, Göteborg: 11. Platz mit Verdi
- Niederländische Meisterschaften (unvollständige Liste):
  - 2014, Mierlo: 1. Platz mit Eureka

### Weitere Erfolge
- 2006: 2. Platz im Großen Preis von Bonheiden (CSI 2*) mit Parmala Douche, 2. Platz im Großen Preis von Humlikon (CSI 2*) mit Naomi
- 2007: 1. Platz im Großen Preis von Amsterdam (CSI 4*-W) mit Parmala Douche, 1. Platz im Großen Preis des NIC Zuidlaren (CSI 3*) mit Parmala Douche, 1. Platz im Großen Preis von Hengelo (CSI 2*) mit Naomi
- 2008: 2. Platz im Nationenpreis von Lissabon (CSIO 5*) mit Parmala Douche, 3. Platz im Großen Preis von Vimeiro (CSI 4*) mit Parmala Douche, 4. Platz im Weltcupspringen von Oslo (CSI 4*-W) mit Parmala Douche
- 2009: 3. Platz im Großen Preis von Antwerpen (CSI 4*) mit Sapphire B, 2. Platz im Großen Preis von Nördlingen (CSI 2*) mit Parmala Douche, 2. Platz im Großen Preis eines CSI 2* in Neeroeteren mit Parmala Douche, 2. Platz im Großen Preis von Hengelo (CSI 2*) mit Parmala Douche
- 2010: 3. Platz im Großen Preis von Roggel (CSI 2*) mit Vleut, 3. Platz im Großen Preis von Twente (CSI 4* Geesteren) mit Verdi, 2. Platz im Großen Preis eines CSI 2* in Neeroeteren mit Vleut
- 2011:
  - 1. Platz im Großen Preis eines CSI 2* in Neeroeteren mit Verdi, 1. Platz im Großen Preis eines CSI 3* in Lummen mit Verdi, 1. Platz im Großen Preis von De Steeg (CSI 4*) mit Sapphire B, 3. Platz im Großen Preis von Falsterbo (CSIO 5*) mit Verdi, 1. Platz im Großen Preis von Madrid (CSI 3*) mit Sapphire B, 2. Platz im Weltcupspringen von Helsinki (CSI 5*-W) mit Verdi
  - Nationenpreise: 1. Platz in St. Gallen (CSIO 5*) mit Verdi
- 2012: 4. Platz im Weltcupspringen von Oslo (CSI 5*-W) mit Verdi, 1. Platz im Großen Preis von Salzburg (CSI 4*) mit Verdi
- 2013:
  - 1. Platz im Großen Preis von al-Ain (CSIO 5*) mit Verdi, 1. Platz im Großen Preis von ’s-Hertogenbosch (CSI 5*-W) mit Kisby, 3. Platz im Großen Preis von Cannes (CSI 5*) mit Verdi, 1. Platz im Großen Preis von Lyon (CSI 5*) mit Verdi, 1. Platz im Weltcupspringen von London (CSI 5*-W) mit Verdi
  - Nationenpreise: 1. Platz in al-Ain (CSIO 5*) mit Kisby, 4. Platz im Nations-Cup-Finale in Barcelona (CSIO 5*) mit Verdi
- 2014:
  - 1. Platz im Großen Preis von Madrid (CSI 5*) mit Verdi, 2. Platz im Gold Cup beim CSI 5* Paris Eiffel Jumping mit Sapphire B, 2. Platz im Großen Preis von Roosendaal (CSI 2*) mit Arera C, 3. Platz im Großen Preis von London (CSI 5*) mit Verdi, 1. Platz im Großen Preis von Maastricht (CSI 3*) mit Sapphire B, 2. Platz im Weltcupspringen von Verona (CSI 5*-W) mit Verdi
  - Nationenpreise: 2. Platz in Rom (CSIO 5*) mit Verdi, 2. Platz in Rotterdam (CSIO 5*) mit Verdi, 3. Platz in Aachen (CSIO 5*) mit Verdi, 1. Platz im Nations-Cup-Finale in Barcelona (CSIO 5*) mit Verdi
- 2015:
  - 3. Platz im Großen Preis von Bonheiden (CSI 2*) mit Quatro, 3. Platz im Großen Preis von Rom (CSIO 5*) mit Verdi, 3. Platz im Großen Preis von Ommen (CSI 3*) mit Arera C, 3. Platz im Großen Preis von Riesenbeck (CSI 2*) mit Quatro
  - Nationenpreise: 2. Platz in Rom (CSIO 5*) mit Verdi, 1. Platz in Falsterbo (CSIO 5*) mit Verdi, 3. Platz im Nations-Cup-Finale in Barcelona (CSIO 5*) mit Verdi
- 2016:
  - 1. Platz im Großen Preis von Amsterdam (CSI 4*) mit Arera C, 1. Platz bei der Global Champions League von Cannes mit Quatro (zusammen mit Leopold van Asten als Madrid in Motion), 3. Platz im Großen Preis von Rom-Foro Italico (CSI 5*) mit Arera C
  - Nationenpreise: 1. Platz in Rotterdam (CSIO 5*) mit Verdi
- 2017: 2. Platz im Weltcupspringen von Göteborg (CSI 5*-W) mit Verdi, 1. Platz im Großen Preis von Bonheiden (CSI 2*) mit Idi Utopia, 3. Platz im Großen Preis von Mexiko-Stadt (CSI 5*) mit Arera C, 2. Platz im Großen Preis von Shanghai (CSI 5*) mit Verdi, 2. Platz im Großen Preis eines CSI 2* in Valkenswaard mit Dana Blue, 3. Platz im Großen Preis von Madrid (CSI 5*) mit Verdi, 2. Platz im Großen Preis von Cascais (CSI 5*) mit Arera C, 1. Platz im Großen Preis von Zuidwolde (CSI 2*) mit Dana Blue, 3. Platz im Großen Preis von Valkenswaard (CSI 5*) mit Verdi, 1. Platz im Weltcupspringen von Verona (CSI 5*-W) mit Verdi, 1. Platz im Großen Preis von Kronenberg (CSI 2*) mit Salomon

(Stand: 12. Januar 2018)